# 孔子弟子列表
孔子传说有3000個弟子，孔子认为“受业身通者七十有七人”（据《史記·仲尼弟子列傳》）。又一说：贤人七十二。
《仲尼弟子列传》是司馬遷在《史記》中整理出孔子弟子的多人合传。在这篇列传中，有记述较详者，亦有记述简略，只有两字人名，例如商泽、孔忠；可能也有遺漏者，例如郑玄稱子禽是孔子的學生，但《史记》未载此人；又秦堇父曾和叔梁纥一起投軍，“生秦丕兹，事仲尼。”，《史記》亦不載秦丕兹。
《仲尼弟子列传》也有不少錯誤，例如记录子贡錯誤百出，子貢參加“艾陵之战”，“大破齐军，获七将军之兵而不归”，《左传》只记有五将军。

## 四科十哲與著名弟子資料
据《史记》记载，孔子有弟子三千，其中精通六艺者七十二人，称“七十二贤人”。 孔子有十位傑出弟子，號稱孔門四科十哲：
在德行方面出众的有：颜回（子淵）、闵损（子騫）、冉耕（伯牛）、冉雍（仲弓）。
在言语方面出众的有：宰予（子我）、端木赐（子貢）。
在文学方面出众的有：言偃（子游）、卜商（子夏）。
在政事方面出众的有：冉求（子有）、仲由（子路）。
十哲以外，在文学方面出众的有颛孙师（子張）、曾参（子輿）、澹臺滅明（子羽）、原宪（子思）、公冶长（子長）、樊须（子遲）、有若（子有）、公西赤（子華）。
孔子死后，“七十子之徒散游诸侯，大者为师傅卿相，小者友教士大夫。”这样就在政治上打破了贵族垄断的世卿世禄制，为专制君主自由任免布衣卿相的官僚体制创造了条件。底下是四科十哲與相關弟子資料：
I.德行科：
- 顏子：孔門第一得意弟子，但未出仕，身體虛弱，英年早逝。孔子曰：「賢哉回也！一簞食，一瓢飲，在陋巷，人不堪其憂，回也不改其樂。」
- 閔子
- 冉耕子
- 冉雍子

II.言語科：
- 宰子：宰子曾與孔子討論三年喪期的禮制及仁的問題，宰子認為為了精進德業，服喪一年也夠了，孔子相當生氣而批評。另外，他因「晝寢」而被孔子批評為「朽木不可雕也」，為此一著名成語的來由。
- 端木子：孔門第三得意弟子，帶領眾弟子為孔子守喪三年，三年後再獨守三年，共為孔子守了六年喪禮。專長是外交辭令，本身是商人，為儒商先祖，與陶朱公范蠡齊名。

III.文學科：
- 言子
- 卜子

IV.政事科：
- 冉求子
- 仲由：孔門第二得意弟子，出是衛國孔悝家臣，後被亂兵所殺，剁成肉醬，得年六十三。少孔子九歲，仲子性格直爽、勇敢、信守承諾、忠於職守，孔子曾說：「理想無法實現了，我準備乘筏漂到海上。會跟我走的，衹有子路吧？」同時也表示：「子路比我勇敢，但缺乏才能」。《論語》中提到他是孔子門下四類才能之士（德行、政事、言語、文學）中傑出的「政事」人才。但也因為盡忠而身殉。仲子在戰鬥中不忘記繫好帽帶，也因此而死。後代文人，多不因此視仲子迂腐，而是惋惜他在危難中並未顧及自身的安全而喪命。

V.其他：
- 曾子：孔子晚期收的的弟子，世人尊稱其為「曾子」。他比孔子小46歲。雖然孔子認為他天資魯鈍，但曾子性情沉靜，舉止穩重，為人謹慎，待人謙恭，以孝著稱。他提出的「吾日三省吾身」，即「為人謀而不忠乎？與朋友交而不信乎？傳不習乎？」的修身之法，成為後世追求道德提升之人自省的途徑。

- 原子：與顏子同為德行科有成者。

## 弟子列表
| #  | 姓名     | 字   | 備註           |
| -- | -------- | ---- | -------------- |
| 1  | 颜回     | 子渊 | 十哲、七十二賢 |
| 2  | 闵损     | 子骞 | 十哲、七十二賢 |
| 3  | 冉耕     | 伯牛 | 十哲、七十二賢 |
| 4  | 冉雍     | 仲弓 | 十哲、七十二賢 |
| 5  | 冉求     | 子有 | 十哲、七十二賢 |
| 6  | 仲由     | 子路 | 十哲、七十二賢 |
| 7  | 宰予     | 子我 | 十哲、七十二賢 |
| 8  | 端木賜   | 子贡 | 十哲、七十二賢 |
| 9  | 言偃     | 子游 | 十哲、七十二賢 |
| 10 | 卜商     | 子夏 | 十哲、七十二賢 |
| 11 | 颛孙师   | 子张 | 七十二賢       |
| 12 | 曾参     | 子舆 | 七十二賢       |
| 13 | 澹台灭明 | 子羽 | 七十二賢       |
| 14 | 宓不齐   | 子贱 | 七十二賢       |
| 15 | 原宪     | 子思 | 七十二賢       |
| 16 | 公冶长   | 子长 | 七十二賢       |
| 17 | 南宫适   | 子容 | 七十二賢       |
| 18 | 公皙哀   | 季次 | 七十二賢       |
| 19 | 曾點     | 子皙 | 七十二賢       |
| 20 | 颜无繇   | 路   | 七十二賢       |
| 21 | 商瞿     | 子木 | 七十二賢       |
| 22 | 高柴     | 子羔 | 七十二賢       |
| 23 | 漆雕啟   | 子开 | 七十二賢       |
| 24 | 公伯缭   | 子周 | 七十二賢       |
| 25 | 司马耕   | 子牛 | 七十二賢       |
| 26 | 樊须     | 子迟 | 七十二賢       |
| 27 | 有若     | 子有 | 七十二賢       |
| 28 | 公西赤   | 子华 | 七十二賢       |
| 29 | 巫马施   | 子期 | 七十二賢       |
| 30 | 梁鳣     | 叔鱼 | 七十二賢       |
| 31 | 颜幸     | 子柳 | 七十二賢       |
| 32 | 冉孺     | 子鲁 | 七十二賢       |
| 33 | 曹恤     | 子循 | 七十二賢       |
| 34 | 伯虔     | 子析 | 七十二賢       |
| 35 | 公孙龙   | 子石 | 七十二賢       |
| 36 | 冉季     | 子产 | 七十二賢       |
| 37 | 公祖句兹 | 子之 | 七十二賢       |
| 38 | 秦祖     | 子南 | 七十二賢       |
| 39 | 漆雕哆   | 子敛 | 七十二賢       |
| 40 | 颜高     | 子骄 | 七十二賢       |
| 41 | 漆雕徒父 | 子文 | 七十二賢       |
| 42 | 壤驷赤   | 子徒 | 七十二賢       |
| 43 | 商泽     | 子秀 | 七十二賢       |
| 44 | 石作蜀   | 子明 | 七十二賢       |
| 45 | 任不齐   | 选   | 七十二賢       |
| 46 | 公良孺   | 子正 | 七十二賢       |
| 47 | 处       | 子   | 七十二賢       |
| 48 | 秦冉     | 开   |                |
| 49 | 公夏首   | 乘   | 七十二賢       |
| 50 | 奚容蒧   | 子楷 | 七十二賢       |
| 51 | 公肩定   | 子中 | 七十二賢       |
| 52 | 颜祖     | 襄   | 七十二賢       |
| 53 | 鄡单     | 子家 |                |
| 54 | 句井疆   | 子疆 | 七十二賢       |
| 55 | 罕父黑   | 子索 | 七十二賢       |
| 56 | 秦商     | 子丕 | 七十二賢       |
| 57 | 申党     | 周   | 七十二賢       |
| 58 | 颜之仆   | 叔   | 七十二賢       |
| 59 | 荣旂     | 子祈 | 七十二賢       |
| 60 | 县成     | 子祺 | 七十二賢       |
| 61 | 左人郢   | 行   | 七十二賢       |
| 62 | 燕伋     | 思   | 七十二賢       |
| 63 | 郑邦     | 子徒 |                |
| 64 | 秦非     | 子之 | 七十二賢       |
| 65 | 施之常   | 子恒 | 七十二賢       |
| 66 | 颜哙     | 子声 | 七十二賢       |
| 67 | 步叔乘   | 子车 | 七十二賢       |
| 68 | 原亢籍   | 籍   | 七十二賢       |
| 69 | 乐欬     | 子声 | 七十二賢       |
| 70 | 廉絜     | 庸   | 七十二賢       |
| 71 | 叔仲会   | 子期 | 七十二賢       |
| 72 | 颜何     | 冉   |                |
| 73 | 狄黑     | 皙   | 七十二賢       |
| 74 | 邦巽     | 子敛 |                |
| 75 | 孔忠     | 子蔑 | 七十二賢       |
| 76 | 公西舆如 | 子上 | 七十二賢       |
| 77 | 公西蒧   | 子上 | 七十二賢       |

## 延伸阅读
[在维基数据编辑]
 《史記/卷067》，出自司馬遷《史記》

## 外部連結
- 勞悅強：〈孔門面貌考释 （页面存档备份，存于）〉。
- 孔門四科十哲 （中華百科全書） （页面存档备份，存于）